# Pistacia lentiscus
A Pistacia lentiscus, comummente conhecida como lentisco, é uma planta arbustiva aromática, do género Pistacia e da família das anacardiáceas, pertencente ao tipo fisionómico dos fanerófitos. Com a sua resina faz-se o mástique, goma-resina usada na preparação de fármacos, cosméticos e alimentos, entre outros destinos.

## Nomes comuns
Dá ainda pelos seguintes nomes comuns: lentisqueira, daroeira, aroeira,almecegueira, alfostigueiro (não confundir com a Pistacia vera, que também dá por este nome), árvore-do-mástique e lentisco-verdadeiro.

## Descrição
Trata-se de um arbusto dióico, ou seja, os espécimes macho e fêmea são independentes um do outro. Pode orçar entre 1 a 5 metros de altura, quando jovem, sendo que, em condições propícias, pode volver-se numa árvore com quase 7 metros de altura.
Exala um forte odor a resina.
É muito ramosa e glabra. Os caules apresentam uma coloração acinzentada, quando jovens, enrubescendo ou verdejando com a idade. Tem folhas são persistentes e glabras, alternas e coriáceas e de formato ovalado. Os folíolos têm uma coloração verde-escura, são todos de tamanho semelhante, ocupam posições opostas ou sobrepostas, são sésseis e apresentam formatos que variam entre o elíptico, o lanceolado e o obtuso. O pecíolo e os ráquis são glabros e alados. As flores são pequenas, amareladas ou avermelhadas, agrupadas em racimos axilares, sendo que as masculinas têm 5 estames e as femininas são trífidas.
Os frutos são drupas apiculadas, que não são comestíveis pelo ser humano, embora o sejam por aves. São quase esféricas, com cerca de 4 milímetros de diâmetro. Apresentam, ao princípio tonalidades avermelhadas, sendo que, com a maturação, enegrecem.

## Distribuição
O lentisco é nativo da Europa Mediterrânica, do arquipélago das ilhas Canárias, do Norte de África e do Próximo Oriente.  Trata-se de um exemplo paradigmático da vegetação de maquis.

### Portugal
Trata-se de uma espécie presente no território português, nomeadamente em Portugal Continental. Mais concretamente, nas zonas do Noroeste montanhoso; da Terra Quente Transmontana; em todas  as zonas do Centro, salvo no Centro-leste montanhoso; e em todas as zonas do Sul e do Algarve.
Em termos de naturalidade é nativa da região atrás referidas.

### Ecologia
Desenvolve-se em todo o tipo de solos, tanto podendo medrar em solos de substracto calcário, pelos quais tem maior afinidade, como em zonas salitrosas ou salina, o que faz com que seja mais abundante à beira-mar. Privilegia os matagais de esclerófilas, os bosques de perenifólias,  as devesas, os azinhais, os matos de maquis e as formações rochosas escarpadas.  É muito sensível ao frio e à geada, pelo que não costuma dar-se em climas frios.
Serve de protecção e alimento a pássaros e outra fauna exclusiva deste ecossistema, sendo que são estes que a espalham.

## Taxonomia
O táxon Pistacia lentiscus foi descrito por Carlos Linneu e publicado no Species Plantarum 2: 1026. 1753.

### Etimologia
No que toca ao Nome genérico, Pistacia, que deriva do nome latino pistăcĭa, o qual se reporta ao pistacheiro. Este étimo latino, por seu turno, provém do étimo grego pistakion, que diz respeito ao pistacho. Este étimo grego, por último, terá origem no étimo persa antigo pesteh.
Quanto ao epíteto específico, lentiscus, este étimo latino remete directamente para a árvore-do-mástique. O nome comum «lentisco» vem directamente daqui. Os nomes «daroeira» e «aroeira», por seu turno, são de origem árabe, e remetem para o étimo darú, que designa o fruto desta planta.

### Sinonímia
- Lentiscus massiliensis Fourr.
- Lentiscus vulgaris Fourr.
- Terebinthus lentiscus (L.) Moench[18]

## Usos
Durante a Idade Média e ainda durante o séc. XVII, a resina do lentisco chegou a ser usada, em Portugal, na confecção de mezinhas para ajudar com a dor de dentes, estômago nervoso, refluxo gástrico, inflamação da garganta, vómitos, gota, catarro e lúpias.
A madeira do lentisco foi utilizada para produção de carvão vegetal de alta qualidade. As suas folhas e ramas são ricas em taninos e, graças ao seu cariz adstringente, foram muito utilizadas em tratamentos bucais e estomacais. Das suas drupas faz-se o óleo de lentisco, que além de ter sido usado para alumiar lâmparinas e para o consumo humano, como tempero, foi ainda usado no âmbito da medicina tradicional como descongestionante.
Na ilha grega de Quios é cultivada pela sua resina aromática, embora também seja usada na confecção do licor tradicional ouzo.